# Epopterus vicinus
Epopterus vicinus es una especie de coleóptero de la familia Endomychidae.

## Distribución geográfica
Habita en Bolivia.